# Соколов (район)
Район Соколов (чеш. Okres Sokolov) — один из 3 районов Карловарского края Чешской Республики. Административный центр — город Соколов. Площадь района — 753,6 кв. км., население составляет 95 120 человек. В районе насчитывается 38 муниципалитетов, из которых 13 — города.

## География
Район расположен в центральной части края. Граничит с районами Хеб и Карловы Вары Карловарского края; на северо-западе — государственная граница с Германией.

## Города и население
Данные на 2009 год:
| Город              | Население |
| ------------------ | --------- |
| Соколов            | 25 173    |
| Ходов              | 14 703    |
| Краслице           | 7 210     |
| Горни-Славков      | 5 824     |
| Габартов           | 5 370     |
| Киншперк-над-Огржи | 5 145     |
| Ротава             | 3 509     |
| Локет              | 3 198     |
| Бржезова           | 2 773     |
| Нове-Седло         | 2 714     |
| Олови              | 1 968     |
| Красно             | 715       |
| Пршебуз            | 73        |

| Всего          | Женщин           | Мужчин           |
| -------------- | ---------------- | ---------------- |
| 95 120 (100 %) | 47 601 (50,04 %) | 47 519 (49,96 %) |

Средняя плотность — 126,22 чел./км²; 82,40 % населения живёт в городах.
В районе Соколов наибольший (4,5 %) удельный вес немецкого населения среди районов Чешской Республики.